# 名曲喫茶ライオン
名曲喫茶ライオン（めいきょくきっさライオン）は、東京都渋谷区道玄坂にある名曲喫茶である。

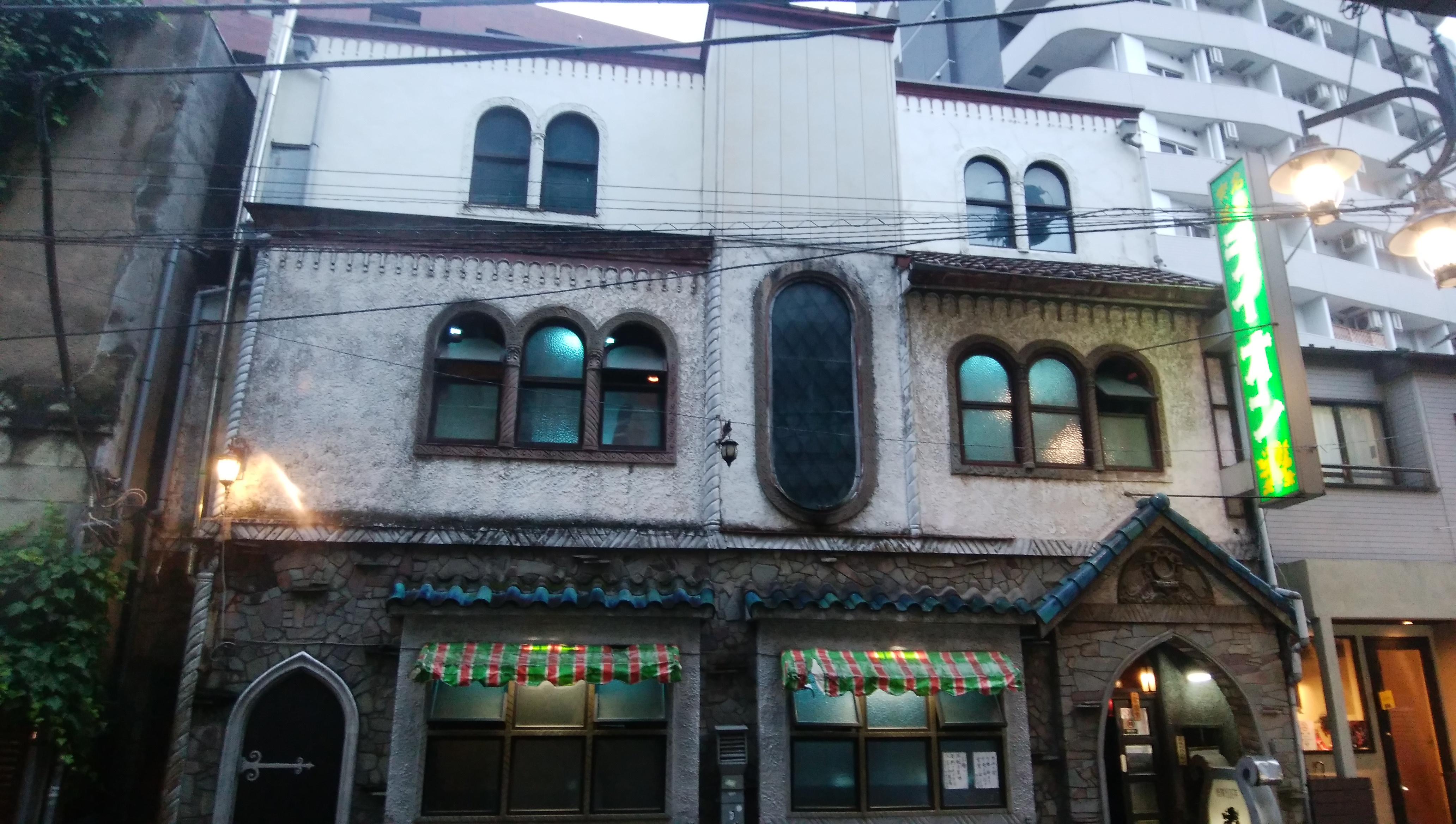
店舗正面

## 概要
リクエストに基づきクラシック音楽が流される。15時と19時には定時コンサートが行われ、店側が事前に決めてあるプログラムに沿って曲が流される。毎月のプログラムは来店の際に渡されるリーフレットに記載されているが、この表紙の絵は初代店主によるものである。なお、大きな声でのおしゃべり、および写真撮影は禁止されている。

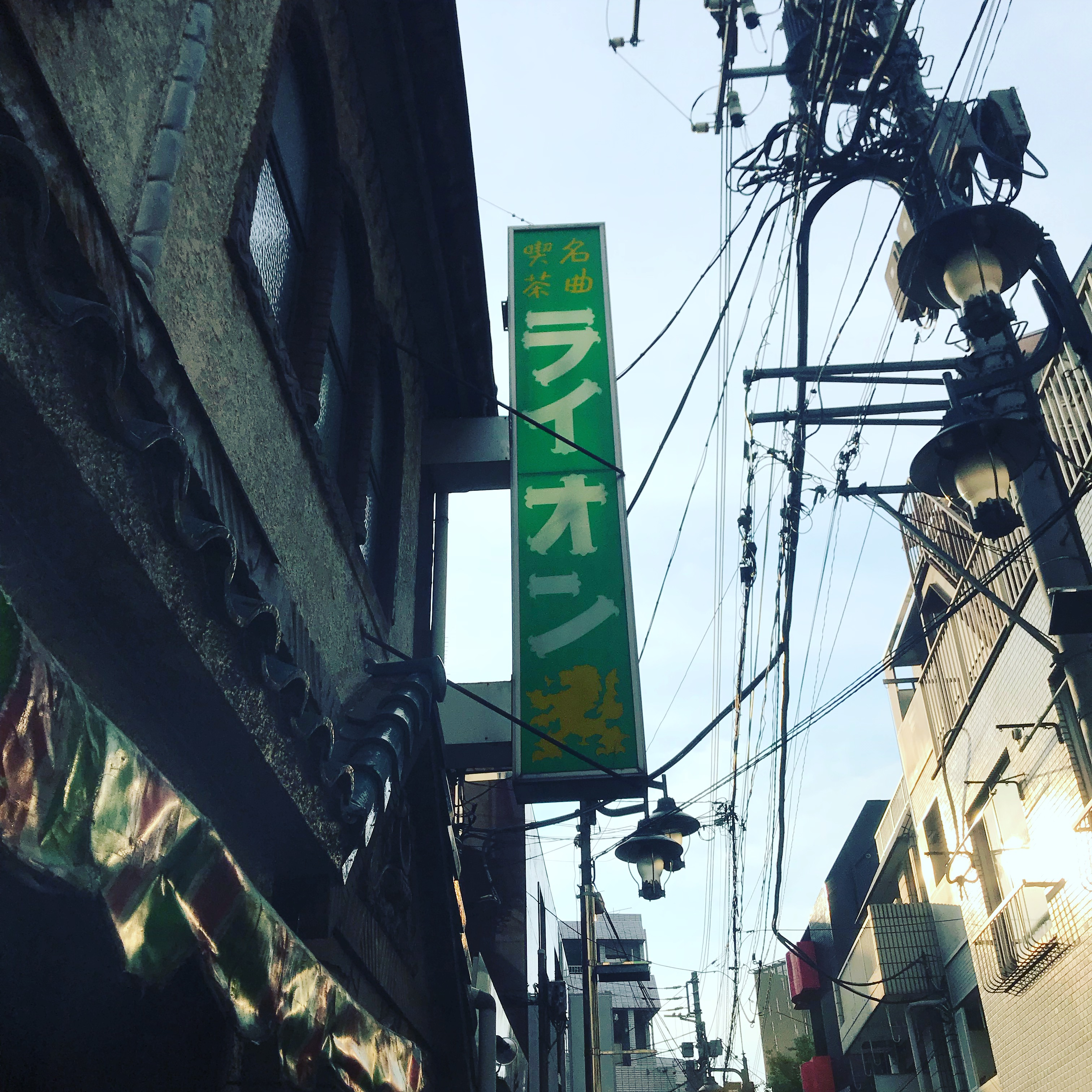
店先の看板

## 沿革
1926年、会津の造り酒屋の息子で、画家志望であった山寺弥之助（当時24歳）は、母親と一緒にできる商売をという思いを抱きライオンを創業した。外装・内装のデザインは山寺自身が行った。戦前は従業員が女性のみで、着物姿の者もいた。また、最初の店舗は並木橋にあり、和菓子を販売していた。当初は流行歌を流していたが、客がたまたまクラシック音楽のレコードを持ってきたことをきっかけに、現在のようなクラシック音楽を流す営業形態となった。
1945年の東京大空襲により全焼したが、1950年に焼失前と同じデザインで再建され、1955年には山寺店長の義弟である2代目店長の石原宗夫（当時30歳）が加わった。また、戦時中には横文字が禁止されていたため「黒獅子」という名前で営業しており、憲兵が見回りに来た時には同盟国であるドイツの音楽を流し難を逃れた。
戦後はレコードの調達に苦労し、 闇市で購入したり、アメリカに帰国する進駐軍の兵士に譲ってもらったりした。ただ、太平洋戦争の際に砂糖などの貴重品を埋めて保管していたため、復興自体は早かった。また、高校生だった上皇明仁が来店したこともあり、その際はメンデルスゾーンのヴァイオリン協奏曲をリクエストした。
なお、一時期向かいにも支店を開いていた。
1990年には初代店主の山寺弥之助が91歳で永眠し、2007年には2代目店主の石原宗夫が77歳で永眠している。2018年時点では、2代目店主の妻である石原圭子が3代目店主を務める。
なお、各階にコーヒーを運ぶための手作り人力エレベーターが2017年時点では稼働している。

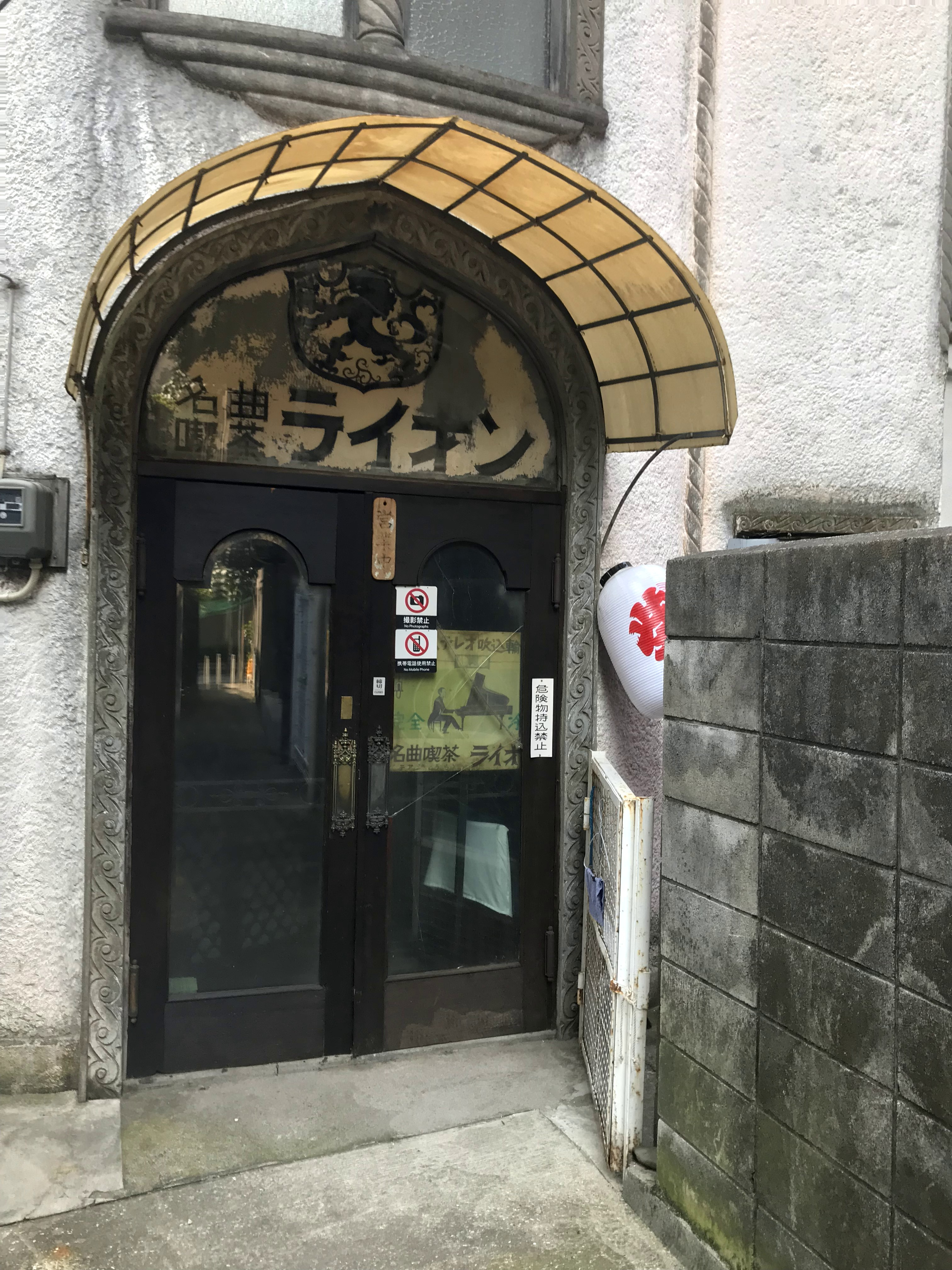
裏口

## メニュー
コーヒーには3種類の豆を用いているが、この淹れ方は山寺のいとこがロンドンの「ライオンベーカリー」にて習得したものであり、それ以来同じ手順が守られ続けている。

## 著名な常連客
- 小田島雄志（英文学者）[13]
- 別役実（劇作家）[13]
- 見津賢 (俳優)[1]

## 雰囲気
本郷明美は店内の雰囲気について「創業者自らがデザインした建物、そして重厚かつノスタルジックな空間はまさに『昭和遺産』だ」と指摘し、「『名曲喫茶』なので、『大声で話さない』など一定のマナーはあるが、決して堅苦しくはない」と述べている。

## 機材
スピーカーは1950年にパイオニアの技師がこの店のために設計したもので、アメリカのオーディオ専門雑誌に取材されたこともある。ただし、初代店主が当時常連だった東芝の技術者に設計してもらったと紹介する資料もある。

## アクセス・営業時間
- JR・地下鉄・私鉄渋谷駅ハチ公口徒歩5分[16]
- 11:00-22:30[16]
- 無休（夏期休暇・正月休暇あり）[16]